# Canton de Charleville-Mézières-3
Le canton de Charleville-Mézières-3 est une circonscription électorale française du département des Ardennes, créée par le décret du 21 février 2014 et entrée en vigueur lors des élections départementales de 2015.

## Histoire
Un nouveau découpage territorial des Ardennes entre en vigueur en mars 2015, défini par le décret du 13 février 2014, en application des lois du 17 mai 2013 (loi organique 2013-402 et loi 2013-403). Les conseillers départementaux sont, à compter de ces élections, élus au scrutin majoritaire binominal mixte. Les électeurs de chaque canton élisent au Conseil départemental, nouvelle appellation du Conseil général, deux membres de sexe différent, qui se présentent en binôme de candidats. Les conseillers départementaux sont élus pour 6 ans au scrutin binominal majoritaire à deux tours, l'accès au second tour nécessitant 12,5 % des inscrits au 1er tour. En outre la totalité des conseillers départementaux est renouvelée. Ce nouveau mode de scrutin nécessite un redécoupage des cantons dont le nombre est divisé par deux avec arrondi à l'unité impaire supérieure si ce nombre n'est pas entier impair, assorti de conditions de seuils minimaux. Dans les Ardennes, le nombre de cantons passe ainsi de 37 à 19. Le canton de Charleville-Mézières-3 fait partie des 10 nouveaux cantons du département, les 9 autres cantons portant la dénomination d'un ancien canton, mais avec des limites territoriales différentes.

## Représentation
| Période élective | Période élective | Mandat | Mandat   | Identité          | Nuance | Nuance | Qualité |
| ---------------- | ---------------- | ------ | -------- | ----------------- | ------ | ------ | --- |
| 2015             | 2021             | 2015   | 2021     | Robert Chauderlot |        | DVD    | Ancien commandant de police Adjoint au maire de Charleville-Mézières jusqu'en 2020 |
| 2015             | 2021             | 2015   | 2021     | Else Joseph       |        | LR     | Professeur, Présidente de la fédération LR des Ardennes Adjointe au maire de Charleville-Mézières Vice-présidente du Conseil départemental et membre de la 3ème Commission Solidarité territoriale Sénatrice depuis le 27 septembre 2020 |
| 2021             | 2028             | 2021   | en cours | Robert Chauderlot |        | DVD    | Conseiller sortant |
| 2021             | 2028             | 2021   | en cours | Else Joseph       |        | LR     | Conseillère sortante |

### Résultats détaillés

#### Élections de mars 2015
À l'issue du 1er tour des élections départementales de 2015, deux binômes sont en ballottage : Robert Chauderlot et Else Joseph (Union de la Droite, 37,49 %) et Anne Lambert et Christophe Léonard (Union de la Gauche, 27,61 %). Le taux de participation est de 47,54 % (5 237 votants sur 11 015 inscrits) contre 48,72 % au niveau départemental et 50,17 % au niveau national.
Au second tour, Robert Chauderlot et Else Joseph (Union de la Droite) sont élus avec 57,94 % des suffrages exprimés et un taux de participation de 46,75 % (2 752 voix pour 5 150 votants et 11 015 inscrits).
Robert Chauderlot a quitté DLF en mai 2017.

#### Élections de juin 2021
Le premier tour des élections départementales de 2021 est marqué par un très faible taux de participation (33,26 % au niveau national). Dans le canton de Charleville-Mézières-3, ce taux de participation est de 31,3 % (3 042 votants sur 9 719 inscrits) contre 31,87 % au niveau départemental. À l'issue de ce premier tour, deux binômes sont en ballottage : Robert Chauderlot et Else Joseph (Union à droite, 54,48 %) et Agnès Fenaux et Manuel Ramalhete (Union à gauche avec des écologistes, 28,61 %).
Le second tour des élections est marqué une nouvelle fois par une abstention massive équivalente au premier tour. Les taux de participation sont de 34,3 % au niveau national, 32,73 % dans le département et 34,69 % dans le canton de Charleville-Mézières-3. Robert Chauderlot et Else Joseph (Union à droite) sont élus avec 66,85 % des suffrages exprimés (2 029 voix pour 3 372 votants et 9 720 inscrits),,.

## Composition
| Nom                                          | Code Insee | Intercommunalité     | Superficie (km2) | Population (dernière pop. légale)                | Densité (hab./km2) | Modifier                                    |
| -------------------------------------------- | ---------- | -------------------- | ---------------- | ------------------------------------------------ | ------------------ | ------------------------------------------- |
| Charleville-Mézières (bureau centralisateur) | 08105      | CA Ardenne Métropole | 31,44            | Fraction : 14 254 (2022) Commune : 45 634 (2022) | 1 451              | modifier les données · modifier les données |
| Montcy-Notre-Dame                            | 08298      | CA Ardenne Métropole | 6,13             | 1 560 (2022)                                     | 254                | modifier les données · modifier les données |
| Canton de Charleville-Mézières-3             | 0806       |                      |                  | 15 814 (2022)                                    |                    | modifier les données                        |

Le canton de Charleville-Mézières-3 comprend :
1. La commune de Montcy-Notre-Dame.
2. La partie de la commune de Charleville-Mézières située au sud d'une ligne définie par l'axe des voies et limites suivantes : depuis la limite territoriale de la commune de Warcq, avenue Charles-de-Gaulle, rue de Libreville, rue Émile-Nivelet, rue du Docteur-Émile-Baudoin, rue Camille-Pelletan, rue d'Étion, prolongement en ligne droite de la rue d'Étion à travers la place des Droits-de-l'Homme, cours de la Meuse, jusqu'à la limite territoriale de la commune de Montcy-Notre-Dame et située à l'est d'une ligne définie par l'axe des voies et limites suivantes : depuis la limite territoriale de la commune de Warcq, cours de la Meuse, rue de la Prairie, ligne de chemin de fer, cours de la Meuse, jusqu'à la limite territoriale de la commune de Villers-Semeuse.

## Démographie
En 2022, le canton comptait 15 814 habitants, en évolution de −0,57 % par rapport à 2016 (Ardennes : −2,97 %, France hors Mayotte : +2,11 %).
| 2013   | 2018   | 2022   |
| ------ | ------ | ------ |
| 16 019 | 15 640 | 15 814 |